# Nulissomia
Nulissomia é uma aneuploidia que ocorre quando há a perda de um par completo de cromossomos, sendo indicada por 2n-2. Para os seres diploides (2n), a nulissomia é quase sempre letal.[carece de fontes?]. A nulissomia do cromossomo Y é condição normal na mulher ( Muniz, 2009)